# Адамович, Александр Фомич
Алекса́ндр Фоми́ч Адамо́вич (6 января 1900, д. Васюльки, Вилейского уезда, Виленской губ. — 15 сентября 1937, Сегежа, Карельская АССР) — государственный и партийный деятель Белорусской ССР.

## Биография
Родился в семье зажиточных крестьян, которая до 1863 года была греко-католической. Окончил начальную школу в Радошковичах (1915).
Во время Первой мировой войны семья вместе с другими беженцами уезжает в Россию, затем на Украину — в Екатеринославскую губернию. Александр устроился на работу табельщиком на рудник «Харченко».
Летом 1916 г. года вернулся на родину, работал конторщиком в отряде на строительстве военной железной дороги.
В конце 1916 г. года переведен в Одессу в управление дорожных работ Бессарабского района. В Одессе познакомился с Борисом Карповичем и Антоном Балицким.
С конца 1917 г. года член национально-культурной организации «Белорусский гай», в губернской секции белорусского отделения народного просвещения.
В начале 1918 г. вступил в Белорусскую Социалистическую Громаду (БСГ). Был секретарём Белорусской Национальной Рады в Одессе. В начале 1919 г. года принят в РКП(б). Во время захвата города белогвардейцами остался в городе, поддерживал связи с подпольщиками.
Весной 1920 г. Александр Фомич вернулся в Белоруссию, где его назначили членом Дисненского уездного ревкома. Затем А. Ф. Адамович пошел на фронт, служил инструктором отдела ревкома 4-й армии Западного фронта, участвовал в боевых операциях.
В конце 1920 г. избран секретарем Дисненского уездного комитета РКП(б).
В начале 1922 г. мобилизован в Красную армию — был парторгом 9-й бригады 4-й стрелковой дивизии, проводил воспитательную работу среди солдат.
В конце 1922 г. Александр Адамович — инструктор, заведующий отделом Бобруйского уездного комитета КП(б)Б.
В начале 1924 г. избран секретарем Калининского окружного комитета КП(б)Б (г. Климовичи).
В мае 1925 г. Александр Адамович принимал участие в работе VII Всебелорусского съезда Советов, встретился с товарищами из Одессы — заместителем наркома просвещения А. Балицким и секретарем Оршанского окружного комитета партии Б. Стасевичем. На съезде Адамович был избран членом ЦИК БССР.
С 1925 г. Александр Фомич работает секретарем Полоцкого окружного комитета КП(б)Б, заведующим отдела печати ЦК КП(б)Б, заместителем редактора газеты «Белорусская деревня». В газете он писал про развитие белорусской культуры, индустриализации Полесья, первых совхозах на Толочинщине, повышении урожайности, роли самокритики. В это же время знакомится с белорусскими писателями Я. Купалой, В. Дубовкой, М. Чаротом, П. Головачем.
В 1928 г. Александра Фомича назначили заместителем народного комиссара земледелия Д. Ф. Прищепова. С началом коллективизации, Прищепова обвинили в «насаждении крепких хуторских хозяйств», «содействии развитию кулачества», «искажении земельной политики».
Комиссией по генеральной чистке рядов РКП(б) в сентябре 1929 года А. Ф. Адамович был исключён из партии за идеологическую неустойчивость, примиренческое отношение к национал-демократизму, бюрократизм. Одновременно снят с работы с должности заместителя наркома земледелия. В связи с признанием ошибок и обещанием исправить их, постановлением президиума ЦКК КП(б) Беларуси от 19 ноября 1929 года восстановлен в партии с объявлением строгого выговора с предупреждением и направлением на 2 года на низовую работу.
19 июня 1930 года был арестован по сфабрикованному делу «Союза освобождения Белоруссии». Позднее дело Адамовича, Прищепова, Балицкого и Игнатовского было выделено в отдельное делопроизводство.
18 марта 1931 года Коллегия ОГПУ осудила его к 10 годам лишения свободы.
В марте 1935 года снова арестован в исправительно-трудовом лагере Беломорско-Балтийского канала, где отбывал наказание. В июле 1935 года спецколлегией Ленинградского областного суда осуждён на 7 лет лагерей.
9 сентября 1937 года приговорён «тройкой» НКВД Карельской АССР к высшей мере наказания. Расстрелян 15 сентября 1937 года.
Реабилитирован по третьему и второму приговорам в ноябре 1957 года, по первому — Верховным судом БССР 14 июня 1988 года.
В апреле 1989 года посмертно восстановлен в КПСС.

## Из воспоминаний Лидии Александровны Антонович
«…Мой родной дядя — известный Александр Фомич Адамович погиб в советских застенках. В 30-е гг. он проходил по сфальсифицированному советскими спецслужбами делу „Союз освобождения Беларуси“. Про него сейчас пишут в многисленных справочниках. Только в них встречается одна неточность. По воспоминаниям моей мамы Ольги Адамович, дядя родился не в д. Васюльки (сейчас — аг. Княгинин), а в д. Ижа в 1898 году».